# Bibliothèque Nubar

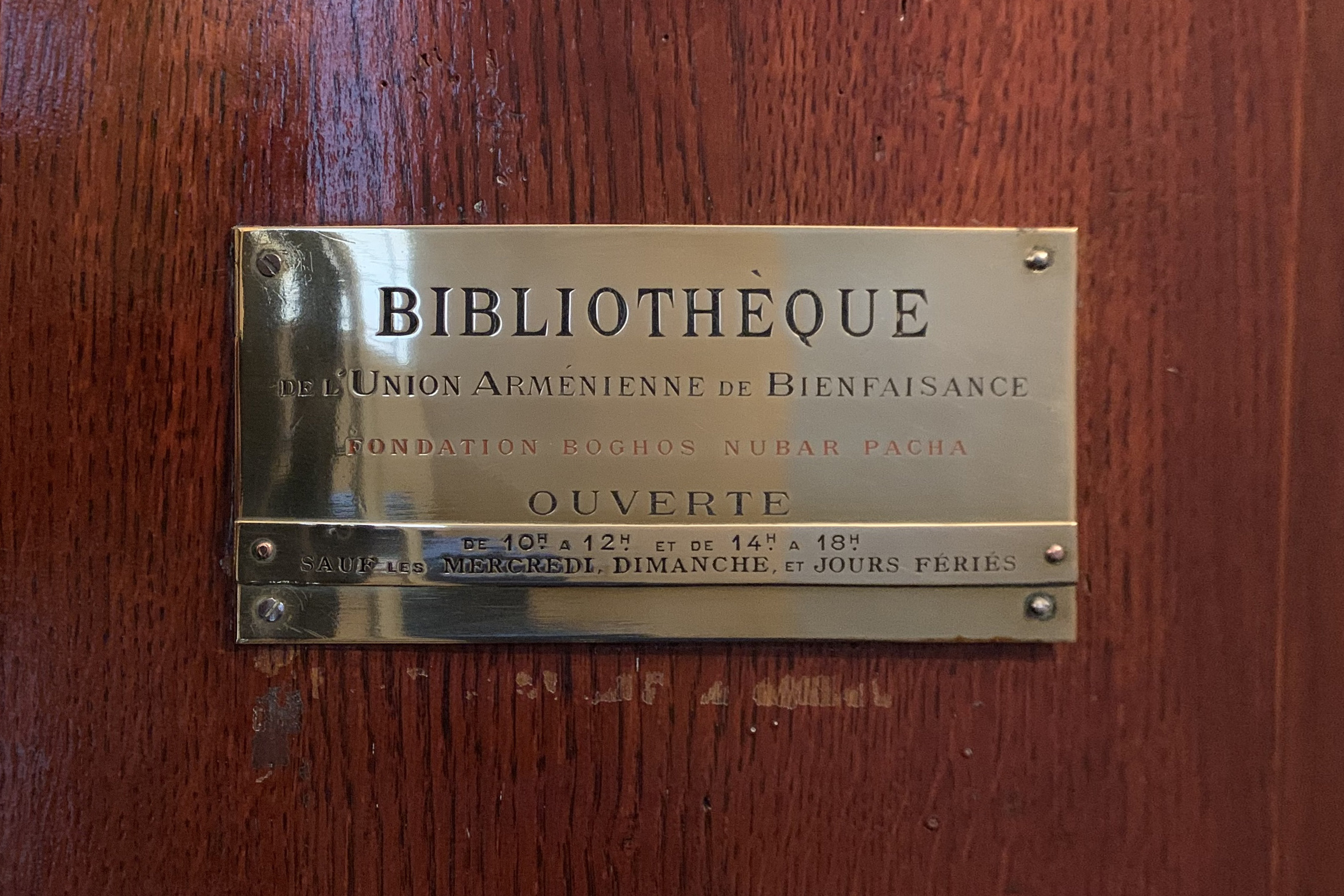
Plaque apposée sur la porte d'entrée de la bibliothèque.

La Bibliothèque Nubar est une institution culturelle et scientifique de la diaspora arménienne fondée en 1928 à Paris par Boghos Nubar Pacha et dépendant de l'Union générale arménienne de bienfaisance (UGAB). Elle est dirigée depuis 2012 par l'historien Boris Adjemian.

## Historique
La Bibliothèque Nubar est fondée en 1928 à l’initiative de Boghos Nubar Pacha, dans un immeuble Art déco construit en 1922 par un groupe de promoteurs arméniens et dessiné par l'architecte Levon Nalfiyan. Sa direction est confiée de 1928 à 1951 à Aram Andonian, alors secrétaire au service de la Délégation nationale arménienne à Paris. La bibliothèque se nomme au début « Bibliothèque nationale arménienne de Paris » puis elle est renommée « Bibliothèque Nubar » après la mort de Boghos Nubar en 1930.
Pour ses fondateurs, elle doit servir de lieu de rassemblement, de conservation et d’étude du patrimoine des Arméniens ottomans en large partie détruit au cours du génocide arménien, et assurer la pérennité et l’épanouissement de la diaspora arménienne. Aram Andonian la décrit comme « un foyer pour les études arméniennes et orientales, ouvert non seulement aux nombreux amis de la nation arménienne et aux érudits français et arméniens qui s’intéressent à ces études », mais également comme « un lieu de réunion pour les intellectuels arméniens et autres, qui, en plus de la lecture, s’occupent des besoins les plus impérieux de la nation arménienne et des questions intéressant la vie arménienne ».
Sous son mandat de directeur, Aram Andonian se charge de collecter de nombreux ouvrages, manuscrits, périodiques et archives, ainsi que des photographies et cartes postales.
Pendant la Seconde Guerre mondiale, malgré les réticences arméniennes, les autorités nazies saisissent des ouvrages de la bibliothèque et les transfèrent à Berlin, avec pour projet d'étudier l'héritage culturel des Arméniens et leur lien avec la « race aryenne ».
Aujourd'hui, la Bibliothèque Nubar continue d'enrichir ses collections par des acquisitions (ouvrages récents en arménien, français, anglais, turc, etc.) qui privilégient désormais l’histoire contemporaine, l’histoire de l’art et la littérature arménienne occidentale. La Bibliothèque reçoit aussi des dons de documents à caractère familial (arbres généalogiques, mémoires personnels et autres témoignages écrits, photographies, etc.), de manuscrits d’auteurs ou encore de correspondances privées. De plus, elle collecte les thèses et mémoires universitaires s'intéressant à des thématiques arméniennes.
Le 18 novembre 2020, la Bibliothèque Nubar reçoit le label « Patrimoine d'intérêt régional » de la part du Conseil régional d'Île-de-France. La plaque est inaugurée le 24 avril 2021 par Valérie Pécresse, en présence de la présidente de l'UGAB France Nadia Gortzounian, de Hasmik Tolmajian, ambassadrice d'Arménie en France, et des co-présidents du CCAF Ara Toranian et Mourad Papazian. Ce label permet à la bibliothèque d'obtenir des financements du Conseil régional en vue de la numérisation de ses collections.
Entre le 22 mars et le 11 juillet 2021, la Bibliothèque est, aux côtés de la ville de Drancy, France Télévisions, Toute l'Histoire, Nouvelles d'Arménie Magazine, l'école Tebrotzassère, les archives nationales d'Arménie et le Musée arménien de France, partenaire de l'exposition « Le Génocide des Arméniens de l’Empire ottoman » du Mémorial de la Shoah.

## Fonds
Les fonds de la bibliothèque réunissent :
- 43 000 ouvrages imprimés, dont de très nombreuses éditions de Constantinople du XIXe et du début du XXe siècle, ainsi que de très nombreux ouvrages imprimés à Venise du XVIIIe siècle au début du XXe siècle ;
- 800 000 documents d’archives, dont une partie des archives du Patriarcat arménien de Constantinople, un fonds d’archives sur le génocide (le fonds Andonian), les archives de l’UGAB et celles de la Délégation nationale arménienne. On y trouve aussi les archives de l’Office Nansen[pas clair] des réfugiés arméniens, le fonds Zareh Bey Nubar (documents relatifs à l’action de Nubar Nubarian en Égypte), diverses correspondances d’écrivains (comme Nichan Béchiktachlian ou Zareh Vorpouni) ou de savants orientalistes et arménologistes, ainsi que les correspondances de la Bibliothèque Nubar elle-même entre 1928 et les années 1980[5] ;
- 1 400 collections de périodiques, dont une grande partie de la presse arménienne ottomane ;
- 10 000 tirages photographiques originaux, dont le fonds photographique de l’UGAB sur les orphelins, les réfugiés et les écoles fondées au Proche-Orient et en diaspora après la Première Guerre mondiale ;
- Plusieurs centaines de manuscrits des XIXe et XXe siècles.

## Publications
La Bibliothèque Nubar publie :
- la Revue d'histoire arménienne contemporaine entre 1995 et 2009[11] ;
- la Revue arménienne des questions contemporaines entre 2004 et 2012[12] ;
- la revue Études arméniennes contemporaines depuis 2013[13],[14].

## Liste des directeurs
- 1928-1951 : Aram Andonian[2]
- 1952-1970 : Armenag Salmaslian
- 1970-1986 : Ardachès Kardachian
- 1986-2012 : Raymond Kévorkian
- 2012- : Boris Adjemian